# الوكالة الدولية لتنمية المرأة
الوكالة الدولية لتنمية المرأة (يُرمز لها أختصارًا IWDA) هي منظمة أسترالية غير هادفة للربح تعمل على دعم حقوق المرأة في آسيا والمحيط الهادئ. الوكالة الدولية لتنمية المرأة هي وكالة علمانية غير هادفة للربح، تأسست عام 1985 ومقرها ملبورن. تتولى IWDA مشاريع بالشراكة مع نساء من منطقة آسيا والمحيط الهادئ. يتم وضع هذه المشاريع وإدارتها من قبل النساء اللائي يعشن ويعملن في المجتمعات المحلية نفسها، مما يعزز الاستجابات العملية والمبتكرة للقضايا التي تعتبرها المرأة بالغة الأهمية.
تركز IWDA على ثلاثة مجالات رئيسية في حقوق المرأة: المشاركة المدنية والسياسية، والتمكين الاقتصادي وسبل العيش المستدامة، والسلامة والأمن.
التنمية التي تدعو لها IWDA هو النمو العادل للأشخاص والمجتمعات، والتوزيع العادل للموارد الأساسية واحترام حقوق الإنسان. 
| الشعار        | "عندما تستفيد المرأة، فإن المجتمع بأسره يستفيد" |
| النوع         | غير هادفة للربح                                 |
| تاريخ التأسيس | 1985                                            |
| الموقع        | ملبورن أستراليا                                 |
| المجالات      | نوع الجنس والتنمية في آسيا والمحيط الهادئ       |
| موقع الكتروني | http://www.iwda.org.au                          |

## التاريخ
تأسست الوكالة الدولية لتنمية المرأة في ملبورن، أستراليا، في عام 1985 من قبل ثلاثة أعضاء مؤسسين: روث بفانر، ويندي بوسارد وويندي روز. كان ويندي بوسارد أول مدير تنفيذي، بينما تطوع المؤسسون الآخرون بوقتهم كأعضاء في لجنة الإدارة لأكثر من 5 سنوات لتأسيس IWDA.
تم تشكيل IWDA «لأن المرأة كانت غير مرئية تقريبًا كمخططات ومديرات لبرامج التنمية»، كما ذكرت ويندي بوسارد، واعترافًا بحقيقة أن النساء يقمن بعمل جيد أقل من الرجال كمجموعة في كل بلد.
يتم تطوير وتنفيذ مشاريع التطوير التي تدعمها IWDA من قبل النساء اللائي يعشن ويعملن في المجتمعات المحلية نفسها، مما يساعد على ضمان ملاءمتها وفعاليتها. كمنظمة ملتزمة بحقوق الإنسان للمرأة وتمكين المرأة سياسيا واقتصاديا، وهي تسعى إلى أن تكون مثالا يحتذى به، وتبين كيف يكون التطوير أفضل وتتحسن النتائج عندما تشارك المرأة ويتم تحديد ومعالجة الحواجز التي تحول دون مشاركتهم بوعي.

## الوظيفة
تُركز IWDA اليوم على آسيا والمحيط الهادئ. ولديها حاليًا شراكات في كمبوديا وتيمور الشرقية وفيجي وبابوا غينيا الجديدة وجزر سليمان وبورما وحدودها. تعمل IWDA أيضًا على الأبحاث والسياسة والدعوة للنهوض بحقوق المرأة.
تدعم IWDA البحوث الفردية لقياس الحرمان من الفقر.

## روابط خارجية
- الموقع الرسمي